# Hortense Powdermaker
Hortense Powdermaker (geboren am 24. Dezember 1896 in Philadelphia, Pennsylvania; gestorben am 15. Juni 1970 in Berkeley, Kalifornien) war eine US-amerikanische Anthropologin. Ihre Forschungsschwerpunkte waren soziale Bewegungen, die wechselseitigen Beziehungen ethnischer Gruppen in den USA, Diskriminierung, Rassismus und Antisemitismus sowie Studien zur US-amerikanischen Filmindustrie.

## Leben und Werk
Hortense Powdermaker wuchs in Philadelphia, Reading und Baltimore auf. Sie war die Tochter von Louis Powdermaker und Minnie Powdermaker geb. Jacoby. Ihre Großeltern stammten aus Deutschland und England. Sie hatte drei Geschwister: eine ältere und eine jüngere Schwester und einen jüngeren Bruder.
Powdermaker studierte Geschichte am Goucher College und machte ihren Abschluss 1919. Danach arbeitete sie einige Jahre für die Gewerkschaft Amalgamated Clothing Workers of America. Schon als Teenager hatte sie sich sozialistischen Ideen zugewandt. Während ihres Studiums hatte sie sich in der Women’s Trade Union League engagiert, nachdem sie in den Ferien in einer Bekleidungsfabrik gearbeitet hatte.
1925 zog Powdermaker nach London, um an der London School of Economics Anthropologie zu studieren. Sie gehörte dort zum engeren Kreis des Professors Bronisław Malinowski. 1928 erlangte Powdermaker ihren Ph.D. für ihre Arbeit über Herrschaftsstrukturen unter den Aborigines in Zentral- und Südaustralien. Daraufhin reiste sie für zehn Monate in den Südwestpazifik, wo sie die Sozialstrukturen auf der Insel Neuirland erforschte.
Von 1930 bis 1937 arbeitete Powdermaker an der Yale University, wo Edward Sapir ihr Interesse an der psychologischen Anthropologie förderte. Von 1932 bis 1934 lebte sie in Indianola, einer Kleinstadt im Bundesstaat Mississippi. Aus ihren Studien nach der Methode der teilnehmenden Beobachtung entstand ihr Buch After Freedom, das als Pionierarbeit in der Erforschung der Beziehungen zwischen den ethnischen Gruppen der USA gilt.
1938 begann Hortense Powdermaker, am Queens College in New York zu unterrichten. Sie erforschte weiterhin Diskriminierungsformen gegen unterschiedliche gesellschaftliche Gruppen in den USA. In ihrem 1944 erschienenen Lehrbuch Probing Our Prejudices, das sich an eine junge Leserschaft richtet, untersuchte sie Rassismus, Antisemitismus und die Migrantionsfeindlichkeit aus einer anthropologischen und psychologischen Perspektive.
Von 1944 bis 1946 war Hortense Powdermaker Vizepräsidentin der New York Academy of Sciences. Von 1945 bis 1947 war sie erst Vizepräsidentin, dann Präsidentin der American Ethnological Society.
Powdermakers nächstes Forschungsprojekt war die soziale Struktur der Mainstream-Filmindustrie in Hollywood. In ihrem Buch Hollywood, the Dream Factory, das 1950 erschien, kritisierte sie die Filmindustrie für ihre festgefahrenen Strukturen, die sie als totalitär bezeichnete, und deren Auswirkungen auf das in den Filmen vermittelte Menschenbild. Später distanzierte sich Powdermaker von ihrer Herangehensweise in diesem Buch, die sie selbst im Nachhinein als eher politisch als wissenschaftlich motiviert ansah. 1953 nahm Powdermaker ein neues Feldforschungsprojekt auf. Sie reiste nach Nordrhodesien (heute Sambia), wo sie die Wechselwirkungen zwischen Kommunikationsmedien und sozialen Bewegungen am Beispiel der Arbeiterbewegung der dortigen Kupferminen untersuchte. Aus dem Projekt ging ihr Buch Copper Town hervor.
1954 wurde Hortense Powdermaker Professorin am Queens College, wo sie bis zu ihrem Ruhestand lehrte. Nebenbei hielt sie auch Vorlesungen am William Alanson White Institute of Psychiatry, Psychoanalysis, and Psychology, am New York College of Medicine und an der Yale University.
In ihrer Autobiografie Stranger and Friend. The Way of an Anthropologist, die 1968 erschien, reflektiert Hortense Powdermaker ihr Leben als Forscherin in Verbindung mit ihrem sozialen und kulturellen Hintergrund. Die Auseinandersetzung mit der Frage, wie sich der persönliche Hintergrund von Wissenschaftlerinnen und Wissenschaftlern auf ihre Forschung auswirkt, setzte Maßstäbe für die Anthropologie.
Ihre letzten Lebensjahre verbrachte Hortense Powdermaker in Kalifornien. Ihr Forschungsprojekt zur Jugendkultur in Berkeley konnte sie nicht mehr vollenden, bevor sie 1970 an einem Herzinfarkt starb.

## Ehrungen

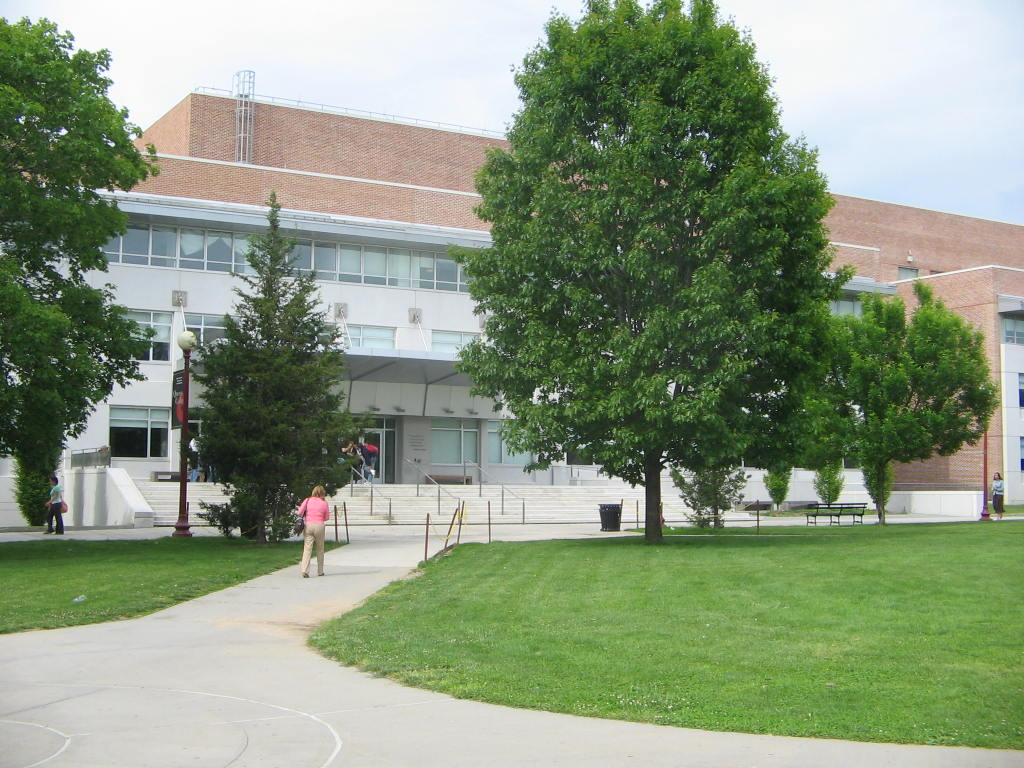
Powdermaker Hall des Queens College, City University of New York

1957 verlieh das Goucher College Hortense Powdermaker die Ehrendoktorwürde. Das Queens College benannte sein Gebäude der Sozialwissenschaften nach ihr.

## Schriften (Auswahl)
- Leadership Among the Aborigines of Central and Southern Australia (1928)
- Vital statistics of New Ireland (Bismarck Archipelago) as Revealed in Genealogies (1931)
- Mortuary Rites in New Ireland (Bismarck Archipelago) (1931)
- Feasts in New Ireland. The Social Function of Eating (1932)
- Life in Lesu. The Study of a Melanesian Society in New Ireland (1933)
- After Freedom. A Cultural Study in the Deep South (1939)
- The Channeling of Negro Aggression by the Cultural Process (1943)
- Probing Our Prejudices. A Unit for High School Students (1944)
- An Anthropologist Looks at the Race Problem (1945)
- Hollywood, the Dream Factory. An Anthropologist Studies the Movie Makers (1950)
- Communication and Social Change, Based on a Field Study in Northern Rhodesia (1955)
- Copper Town. Changing Africa, the Human Situation on the Rhodesian Copperbelt (1962)
- Field Work, Eintrag in der International Encyclopedia of the Social Sciences (1968)
- Stranger and Friend. The Way of an Anthropologist (1968)